# Liffol-le-Petit
Liffol-le-Petit è un comune francese di 356 abitanti situato nel dipartimento dell'Alta Marna nella regione del Grand Est.

## Società

### Evoluzione demografica
Abitanti censiti